# Габаре (Болгарія)
Га́баре (болг. Габаре) — село у Врачанській області Болгарії. Входить до складу общини Бяла Слатина.

## Населення
За даними перепису населення 2011 року у селі проживали 1100 осіб.
Національний склад населення села:
| Національність   | Кількість осіб | Відсоток |
| ---------------- | -------------- | -------- |
| болгари          | 1035           | 94,3%    |
| цигани           | 57             | 5,2%     |
| не визначились   | 5              | 0,5%     |
| Всього відповіли | 1098           |          |

Розподіл населення за віком у 2011 році:
Динаміка населення: